# Mitch Daniels
Mitchell Elias "Mitch" Daniels, Jr. (født 7. april 1943) er en amerikansk politiker for det republikanske parti. 
Han var guvernør i delstaten Indiana fra 2005-13. Daniels var tidligere budgetdirektør i Det Hvide Hus.